# مايكل ماريا
مايكل ماريا (بالهولندية: Michaël Maria)‏ هو لاعب كرة قدم هولندي في مركز الوسط، ولد في 31 يناير 1995 في كيركراده في هولندا. شارك مع منتخب كوراساو تحت 20 سنة لكرة القدم ومنتخب كوراساو لكرة القدم. أما مع النوادي، فقد لعب مع تشارلوت إندبنتنس ونادي بوخوم.

## وصلات خارجية
- مايكل ماريا على موقع قاعدة بيانات كرة القدم.إي يو (الإنجليزية)
- مايكل ماريا على موقع بيانات كرة القدم. دي إي (الألمانية)
- مايكل ماريا على موقع ناشيونال فوتبول تيمز (الإنجليزية)
- مايكل ماريا على موقع Soccerway.com (الإنجليزية)
- مايكل ماريا على موقع عالم كرة القدم.نت (الإنجليزية)